# Leonardo Fornaroli
Leonardo Fornaroli  (Piacenza, 2004. december 3. –) olasz autóversenyző, a 2024-es FIA Formula–3 bajnokság győztese.

## Pályafutása

### A kezdetek
Leonardo Fornaroli 2004 decemberében született az olaszországi Piacenza településen.
Hazájában kezdte meg a gokartos pályafutását 2016-ban, és abban az évben meg is nyerte a Championkart bajnokság Mini Academy osztályát, majd a következő évben felkerült az X30 Junior géposztályba. Második helyezést ért el a 2017-es X30 Challenge olaszországi versenyen, abban a szezonban, amely a nemzetközi IAME kupának is a része volt. 
2018-ban több sikert ért el és 3. lett az olasz gokartbajnokságban, és teljes szezonban debütált az európai bajnokságban, a WSK Super Master Seriesben. A gokartozásban eltöltött utolsó éve bizonyult a legjobbnak, mivel a 2019-es WSK Euro Series éllovasa volt a legmagasabb, "OK" géposztályban a debütálásakor, és a 3. helyen végzett a tekintélyes Trofeo Andrea Margutti versenyen. Az év végén meghívást kapott, hogy vegyen részt az éves Supercorso Federale 16. alkalommal megrendezésre kerülő futamán, Vallelungaban, az ACI Sport és a Ferrari Driver Academy által kiválasztott öt fiatal gokart tehetség egyikeként.

### Kisebb formula-osztályok

#### 2020
Még 2019-ben tesztelt egy Formula–4-es autót, majd 2020-ban az egyik legnagyobb F4-es bajnokságban, az olasz szériában indult az Iron Lynx csapattal. Bemutatkozó versenyén, Misanóban stabil versenyzéssel a 4. helyen intették le. Ezt követően 20 versenyen nyolc alkalommal végzett a legjobb öt között, köztük begyűjtött egy monzai dobogót is, és 108 ponttal a 9. helyen végzett az összetettben.

#### 2021
2021-ben Fornaroli a sorozatban maradt az Iron Lynxszel, csapattársa lett a Ferrari Driver Academy új tagja, Maya Weuggal és Pietro Armanni lettek. Minden befejezett futamán pontszerző volt. Misanóban megszerezte első kategóriagyőzelmét az első pole-járól, tehát rajt-cél győzelmet aratott. Ezen kívül további két dobogó is a nevéhez fűződött. A szakértők kezdetben Fornarolit látták az egyetlen igazi vetélytársnak a későbbi bajnok, Oliver Bearman számára. A szezonzáróig esélyes volt a bajnoki címre, azonban a monzai hétvégén egyszer csak a 9. lett, majd kiesett, az évad legutolsó versenyén pedig el sem indult. Ennek is köszönhetően 5. helyen lett rangsorolva a végső összesítésben 180 egységgel.

### Formula Regionális Európa-bajnokság

#### 2022

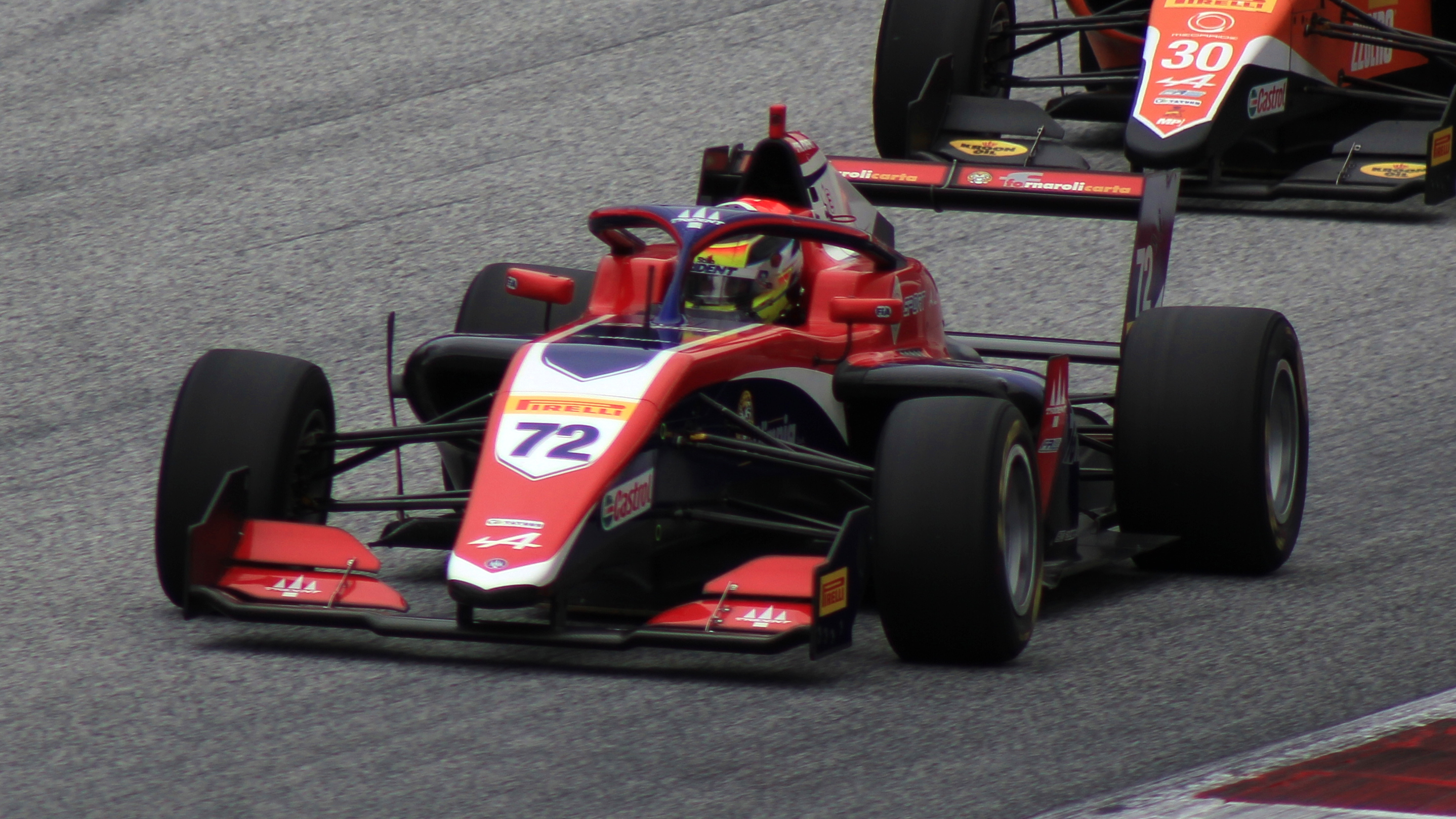
Fornaroli a 2022-es FRECA osztrák futamán.

2022-re feljebb lépett a Formula–3-as géposztály szabályainak megfelelő, Formula Regionális Európa-bajnokságba egy új csapat, az olasz Trident szerződtette Tim Tramnitz és Roman Bilinski mellé. Ismételten a következetesség bizonyult a legjobb tulajdonságának, hiszen saját és a csapata debütáló szezonjában a 20 versenyből 15-ön szerzett pontot. Összesítésben a 8. helyen végzett, egyben legelőrébb az újoncok között, amivel a külön értékelésben bajnoki címet szerzett, egyben a fő táblán és jóval előbb zárt mindkét csapattársánál. Dobogóra állnia ugyan nem sikerült, de futamon elért legjobb helyezése a Hungaroring első futamának 4. helye volt.

### Formula–3

#### 2023

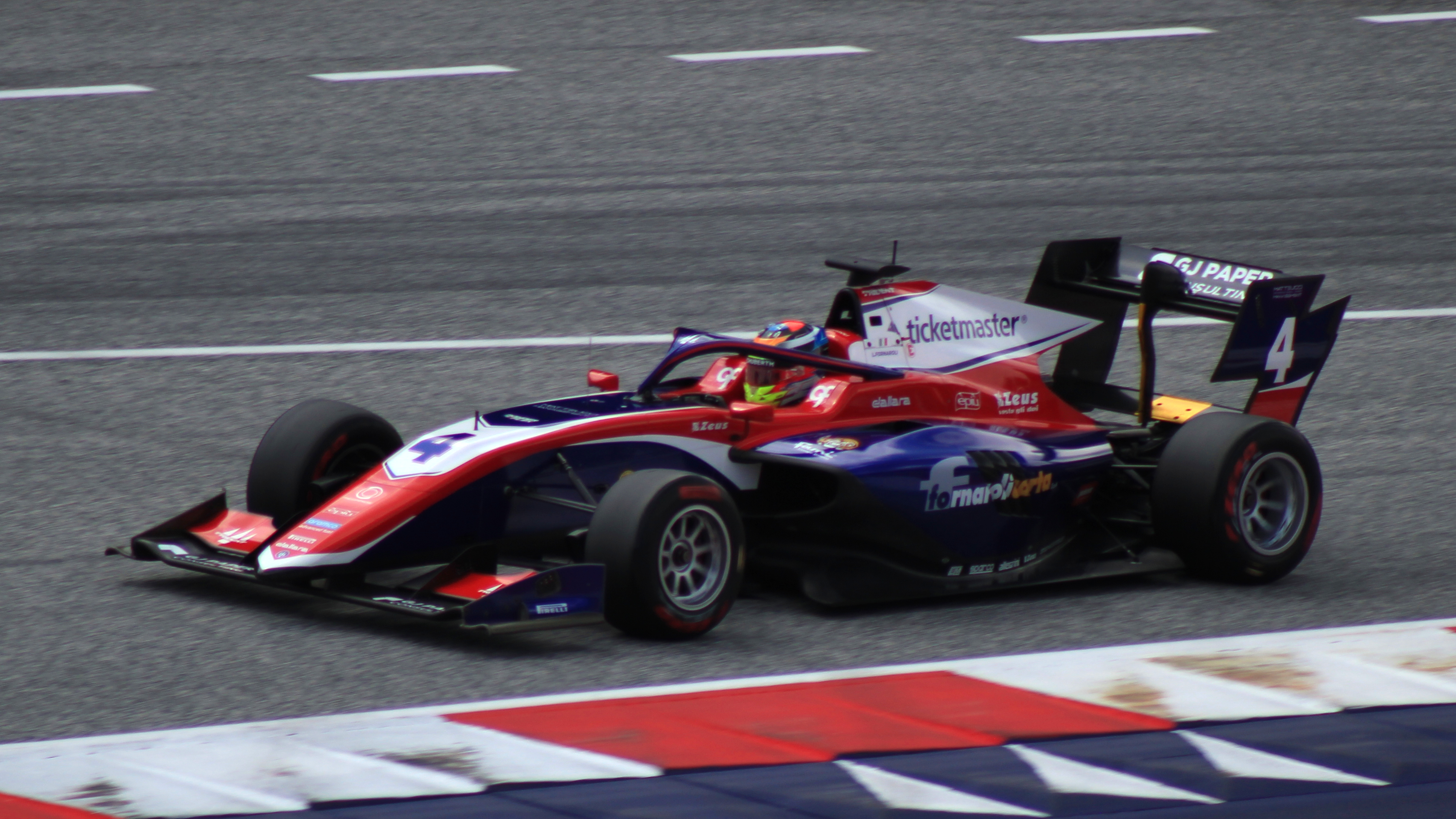
Fornaroli a 2023-as FIA Formula–3 bajnokság osztrák futamán.

2022. szeptember végén részt vett az FIA Formula–3 bajnokság utószezoni tesztjén Tridenttel, Oliver Goethe és Gabriel Bortoleto mellett mindhárom napon. 2022. december 3-án, a 18. születésnapján bejelentették, hogy Fornaroli a csapat 2023-as felállásának tagja lesz. Nyolcadikként kezdte a szezont Bahreinben, a főfutamon viszont egy defekt után csak a 27. helyen rangsorolták. Megszerezte első dobogós helyét Monaco utcáin a sprintverseny során, miután kivédekezte Grégoire Saucy támadásait. Megszerezte első pole-pozícióját Silverstone-ban, ahol Trident 1–2 született, hiszen mögötte zárt csapattársa, Goethe. A vasárnapi napon Goethe legyőzte, és a második helyre esett. Magyarországon és Belgiumban is bejutott a legjobb három közé. A monzai sprintversenyen elért 8. helye után 69 ponttal a 11. helyen végzett a tabellán, három dobogós helyezést és egy pole-pozíciót gyűjtve.

#### 2024
2024-re is folytatta együttműködését a Tridenttel. A nyitányon, a bahreini sprinten 3. lett, az ausztráliai Melbournben az első kockából indulva szerzett ezüstérmet a svéd Dino Beganovic mögött. Konzisztens teljesítményt, több dobogós, illetve TOP5-ös helyezést, valamint számos pontszerző helyet hozva a szezon közepén az utolsó fordulóig harcban volt a bajnoki címért. Ott hazai pályán, mindössze egy pontos előnnyel érkezett Monzába honfitársa és riválisa, Gabriele Minì előtt.
Tökéletesen indult a hétvégéje, második pole-ját szerezte. A fő verseny nyitókörében Fornaroli elvesztette a vezetést Alex Dunnenal szemben. Végül a francia Sami Meguetounif meg tudta nyerni a viadalt, míg Fornaroli Minìvel és Christian Mansell-lel küzdött az utolsó előtti körig. Fornaroli a 4. helyen haladt, ami Mansell mögött akkor Minì bajnoki címét jelentette. Az utolsó kör utolsó kanyarjában Fornaroli nagy hajrában megelőztet Mansellt, így megszerezte a 3. helyet anélkül, hogy szabálytalan lett volna. Minìt a 2. helyről később kizárták helytelen abroncsnyomás miatt, ami szintén Fornaroli bajnoki diadalát jelentette. Ezzel egyben történelmet is írt, ugyanis ő lett a legelső versenyző a TOP három formaautós-kategória (F1, F2, F3) történetében, aki úgy lett világbajnok, hogy egyetlen futamgyőzelmet sem szerzett az adott szezon során, illetve ő lett az utolsó F3-as versenyző, aki a Dallara F3 2019-Mecachrome konstrukcióval ért fel a csúcsra, hiszen a 2025-ös évadtól a sorozat vezetősége egy új kasztnit terveztetett.

### Formula–2

#### 2024
2024 novemberében Fornaroli bejelentette, hogy a Rodin Motorsport színeiben lehetőséget kap a 2024-es FIA Formula–2 bajnokság szezonzáróján, Yas Marinában a barbadoszi Zane Maloney helyén.

#### 2025
Néhány nappal azután, hogy Fornaroli megszerezte a 2024-es FIA Formula–3 bajnoki címet, 2024. szeptember 3-án bejelentették, hogy 2025-re az Invicta Racing versenyzője lesz az FIA Formula–2 bajnokságban. Ezzel ő lett az új rajtrács első hivatalosan bejelentett versenyzője.

## Eredményei

### Karrier összefoglaló
| Év   | Bajnokság                             | Csapat            | Verseny | Győzelem | Pole | Leggyorsabb kör | Dobogó | Pont | Helyezés |
| ---- | ------------------------------------- | ----------------- | ------- | -------- | ---- | --------------- | ------ | ---- | -------- |
| 2020 | Olasz Formula–4-es bajnokság          | Iron Lynx         | 20      | 0        | 0    | 1               | 2      | 108  | 9.       |
| 2020 | ADAC Formula–4-bajnokság              | Iron Lynx         | 3       | 0        | 0    | 0               | 0      | 0    | HN‡      |
| 2021 | Olasz Formula–4-es bajnokság          | Iron Lynx         | 20      | 1        | 2    | 3               | 7      | 180  | 5.       |
| 2021 | ADAC Formula–4-bajnokság              | Iron Lynx         | 6       | 0        | 0    | 0               | 1      | 0    | HN‡      |
| 2021 | FIA Közép-európai Zóna bajnokság - F4 | Iron Lynx         | 2       | 1        | 1    | 1               | 2      | 43   | 3.       |
| 2022 | Formula Regionális Ázsia-bajnokság    | Hitech Grand Prix | 9       | 0        | 0    | 0               | 0      | 22   | 17.      |
| 2022 | Formula Regionális Európa-bajnokság   | Trident           | 20      | 0        | 0    | 0               | 0      | 83   | 8.       |
| 2023 | Formula–3                             | Trident           | 18      | 0        | 1    | 0               | 3      | 69   | 11.      |
| 2024 | Formula–3                             | Trident           | 20      | 0        | 2    | 2               | 7      | 153  | 1.       |
| 2024 | Formula–2                             | Rodin Motorsport  | 2       | 0        | 0    | 0               | 0      | 0    | 29.      |
| 2025 | Formula–2                             | Invicta Racing    | 0       | 0        | 0    | 0               | 0      | 0    | —        |

* A szezon jelenleg is zajlik.
‡ Mivel Fornaroli vendég/szabadkártyás versenyző volt, ezért nem részesült bajnoki pontokban.

### Teljes Formula Regionális Európa-bajnokság eredménysorozata
(Táblázat értelmezése)

(Félkövér: pole-pozícióból indult; dőlt: leggyorsabb kört futott) 

| Év   | Csapat  | 1        | 2        | 3       | 4       | 5       | 6        | 7        | 8        | 9       | 10      | 11      | 12      | 13      | 14      | 15       | 16       | 17      | 18      | 19      | 20      | Helyezés | Pont |
| ---- | ------- | -------- | -------- | ------- | ------- | ------- | -------- | -------- | -------- | ------- | ------- | ------- | ------- | ------- | ------- | -------- | -------- | ------- | ------- | ------- | ------- | -------- | ---- |
| 2022 | Trident | MNZ 1 10 | MNZ 2 15 | IMO 1 8 | IMO 2 8 | MCO 1 9 | MCO 2 12 | LEC 1 20 | LEC 2 23 | ZAN 1 8 | ZAN 2 5 | HUN 1 4 | HUN 2 5 | SPA 1 6 | SPA 2 8 | RBR 1 19 | RBR 2 10 | CAT 1 9 | CAT 2 8 | MUG 1 5 | MUG 2 8 | 8.       | 83   |

### Teljes FIA Formula–3-as eredménysorozata
(Táblázat értelmezése)

(Félkövér: pole-pozícióból indult; dőlt: leggyorsabb kört futott) 

| Év   | Csapat  | 1         | 2          | 3         | 4         | 5          | 6          | 7         | 8          | 9          | 10         | 11         | 12        | 13         | 14        | 15        | 16         | 17        | 18         | 19        | 20        | Helyezés | Pont |
| ---- | ------- | --------- | ---------- | --------- | --------- | ---------- | ---------- | --------- | ---------- | ---------- | ---------- | ---------- | --------- | ---------- | --------- | --------- | ---------- | --------- | ---------- | --------- | --------- | -------- | ---- |
| 2023 | Trident | BHR SPR 8 | BHR FEA 27 | AUS SPR 7 | AUS FEA 4 | MON SPR 2  | MON FEA 24 | ESP SPR 3 | ESP FEA Hn | AUT SPR 15 | AUT FEA 10 | GBR SPR 7  | GBR FEA 2 | HUN SPR 13 | HUN FEA 9 | BEL SPR 9 | BEL FEA 14 | ITA SPR 8 | ITA FEA 15 |           |           | 11.      | 69   |
| 2024 | Trident | BHR SPR 3 | BHR FEA 7  | AUS SPR 9 | AUS FEA 2 | IMO SPR 11 | IMO FEA 3  | MON SPR 9 | MON FEA 5  | ESP SPR 7  | ESP FEA 3  | AUT SPR 12 | AUT FEA 9 | GBR SPR 10 | GBR FEA 7 | HUN SPR 7 | HUN FEA 3  | ESP SPR 9 | ESP FEA 3  | ITA SPR 8 | ITA FEA 2 | 1.       | 153  |

### Teljes FIA Formula–2-es eredménysorozata
(Táblázat értelmezése)

(Félkövér: pole-pozícióból indult; dőlt: leggyorsabb kört futott) 

| Év   | Csapat           | 1         | 2         | 3         | 4         | 5         | 6         | 7         | 8         | 9         | 10        | 11        | 12          | 13          | 14        | 15        | 16        | 17        | 18        | 19        | 20        | 21      | 22      | 23      | 24      | 25      | 26      | 27         | 28         | Helyezés | Pont |
| ---- | ---------------- | --------- | --------- | --------- | --------- | --------- | --------- | --------- | --------- | --------- | --------- | --------- | ----------- | ----------- | --------- | --------- | --------- | --------- | --------- | --------- | --------- | ------- | ------- | ------- | ------- | ------- | ------- | ---------- | ---------- | -------- | ---- |
| 2024 | Rodin Motorsport | BHR SPR   | BHR FEA   | KSA SPR   | KSA FEA   | AUS SPR   | AUS FEA   | IMO SPR   | IMO FEA   | MON SPR   | MON FEA   | ESP SPR   | ESP FEA     | AUT SPR     | AUT FEA   | GBR SPR   | GBR FEA   | HUN SPR   | HUN FEA   | BEL SPR   | BEL FEA   | ITA SPR | ITA FEA | AZE SPR | AZE FEA | QAT SPR | QAT FEA | UAE SPR 10 | UAE FEA 13 | 29.      | 0    |
| 2025 | Invicta Racing   | AUS SPR 2 | AUS FEA T | BHR SPR 8 | BHR FEA 3 | KSA SPR 7 | KSA FEA 4 | IMO SPR 7 | IMO FEA 5 | MON SPR 7 | MON FEA 2 | ESP SPR 7 | ESP FEA 21† | AUT SPR 16† | AUT FEA 2 | GBR SPR 1 | GBR FEA 6 | BEL SPR 1 | BEL FEA 5 | HUN SPR 5 | HUN FEA 1 | ITA SPR | ITA FEA | AZE SPR | AZE FEA | QAT SPR | QAT FEA | UAE SPR    | UAE FEA    | 1.*      | 154* |

* A szezon jelenleg is zajlik.
† A versenyt nem fejezte be, de helyezését értékelték, mert a versenytáv több, mint 90%-át teljesítette.